# 呼吸治療
呼吸治療（英語：Respiratory therapy），指通过呼吸方式與心肺疾病衛教、醫療氣體治療（氧氣、一氧化氮、氦氣等）、濕氣治療、噴霧治療（吸入藥物使用）、胸腔物理治療（氣道清潔治療）、肺擴張治療、氣道維持、正壓通氣與人工氣道置入、正壓或負壓、侵襲性或非侵襲性的機械通氣（呼吸器操作）與脫離訓練等手法，來治療呼吸疾患。藉此提供心肺緊急救治支持以延續生命，或提高病患生活品質、維持基本呼吸功能。呼吸治療師為執行治療的主要醫事人員。